# Jacques d'Artois
Jacques (1325-ap. 1347) est le 3eme fils de Robert III d'Artois et de Jeanne de Valois et donc le descendant agnatique du roi Louis VIII.
Il fut enfermé à Nemours en 1342, puis avec sa mère et son frère Robert au Château Gaillard après que son père ait tenté d'usurper le comté d'Artois.
Il mourut en captivité après 1347, sans doute victime de la Peste noire.

## Sources
- (en) « Robert d'Artois sur le site Foundation for Medieval Genealogy »